# 世界紅卍字会
世界紅卍字会（せかいこうまんじかい、The World Red Swastika Society）は、道教系の宗教団体「道院」に付随する修養慈善団体。戦前の中華民国及び満州において赤十字社に準ずる組織として活動した。略称として「紅卍会」とも呼ばれる。

## 概要

### 道院設立
世界紅卍字会の母体である宗教団体「道院」は、民国5〜6年（1916年〜1917年）頃に山東省濱縣知事であった呉福林と駐防衛長の劉紹基が県署の大仙祠に尚真人の祭祀壇を設け、祭祀壇前にて洪子陶と周徳錫を伴って伝統的な扶乩（フーチ、ふけい）を用いていたところ、ある日「至聖先天老祖（老祖）」降臨の御神託が下りたとされ、これが道院の起源と伝えられる。
道院設立にあたって、杜默清や中華民国第4代総統徐世昌の弟である徐世光など有力者の一部が設立を支持している。
民国9年（1920年）、杜默清をはじめとする有力者48人の信者が神壇を済南府城内の劉紹基の自宅内に移し、宣教に従事、1921年（民国10年）に道院の設立に至る。
- 主祭神 - 黎明期は、扶乩（フーチ、ふけい）に依る乩示（けいじ） を御信託とした天啓宗教で、修養方法等は道教の流れを汲んでいたとされている。宇宙の独一眞神を「至聖先天老祖（老祖）」とし、最上位の神体に準じて、老子（道教）、項先師（孔子の師、儒教の祖）、釈迦（仏教）、マホメット（イスラム教）、キリスト（キリスト教）とされており、加えて歴史的な聖賢哲人を祭祀する包括信仰団体である[3]。一宗一派に偏せず万教帰一の思想とする。

- 乩示 - 天啓として行われた道院の扶乩は、神位の前に置かれた砂上に天啓が現れるというものであった。砂の入った沙盤を90cmほどの高さの机上に置き、向き合って立った2人が乩筆（けいひつ）と呼ばれる木製の棒を砂上に渡し、棒の中央に付いたT字型の枝先の動きによって砂上に表れたものを乩示とし[4]、宣者が読み上げ、録者が記録、壇訓として掲げた[注 2]。

世界紅卍字会などの付随組織が派生した頃には、宗教団体として組織化し、北京道院（中華民国内）及び新京道院（満州国）と2 カ所の総院が各地域を代表し、設立期に利用された劉邸跡は済南道院と呼ばれ最上位機関としての役割を担っていた。

### 世界紅卍字会の設立
1922年（民国11年）、世界紅卍字会は中華民国山東省済南府において政府の批准により組織された。道院の付属施設機関であり、大網二項の宗旨に基いて慈善博愛の善行を挙弁する附帯事業の執行機関とされた。
世界紅卍字会の赤色の印「卍」(「万」を当てることもあり、発音は共に wàn )は、「紅は赤誠を表徴し、卍は吉祥雲海と称して佛相を象徴させたもの」といわれる宗教的なシンボルである。
- 目的 - （詳細は下記の世界紅卍字會救済隊規定参照）
  - 一、各種学校の設立と各方面の人材育成
  - 二、慈善を骨子とした簡単な絵本を編集し、宣講所に配布する[9]
  - 三、病院を設立による病気の伝播の防止と救済[9][10]
  - 四、工場の設立と小売業の資金貸与による失業者の救済
  - 五、平和及び公益に対する政府協力

- 組織 - 「会長」の下に会長補佐として「副会長」を置き、副会長以下は6部門（総務、儲計、交際など）が置かれた[11]。

- 会員 - 一般会員は、寄付額と寄与度により五つに区分された[12]。
  - 1、特別会員、終身特別会員[12]
  - 2、名誉会員、終身名誉会員
  - 3、会員
  - 4、終身会員
  - 5、学生会員

- 入会条件 - 道院入会が原則とされ、道院入会より3 カ月以上経た者で道名を有することであった

- 資金  -  維持管理費は入会者による会費及び寄付金で賄われており、入会者会費及び寄付金以外の不足分は道院が補填した[12]。

### 発展
日中戦争（支那事変）当時は、上海などの一部地域を除けば世界紅卍字会の方が赤十字社よりはるかに活動しており、認知度も高かった。満州事変以前から、日本では傀儡政権を担う組織に適していると考られていたふしがある。1937年の日本軍による南京占領の際には、日本の法政大学に留学した経験のある南京分会会長・陶錫三(陶宝普、陶錫山)が南京自治会長に任命された。ただし、病気を理由に執務はしなかった。
世界紅卍字会が行う慈善事業には恒久的なものと臨時のものがあり、恒久的事業として「医院」「平民学校」「貧民工廠」「惜字会」（字を粗末にしないという趣旨の会）「因利局」（貧民への無利子融資）「育嬰堂」（親が無力の嬰児を育てる施設）「残廃院」（身体に障害を持つ人のための施設）「卍日々新聞」「慈済印刷所」などのほか、いくつか慈善事業があった。
1929年9月、満州及び北平等の紅卍字会幹部が日本の京都嵯峨の人類愛善会訪問、翌年に人類愛善会が渡航し、宗教・国籍の違いを超えた世界平和実現活動を前提とした提携関係を築いた。

### 南京事件
南京事件で話題となる遺体の埋葬は「臨時的慈業」に属する。事変での傷病兵民の看護や埋葬は本来の事業ではない。末光高義『支那の秘密結社と慈善結社』に掲載されている「世界紅卍字會救済隊規定」において注目されるのは、「本會の救済隊員は出發に際し戦時公法に依り従軍救護するものとす」（第二條）とし、需用品を汽船汽車等に輸送する場合は「陸海軍人同等の特遇を受くるものとす」（第三條）とされている箇所である。世界紅卍字会には赤十字社に匹敵する特殊な地位が与えられていたことを示すものと考えられる。白地の楕円に紅の卍は人夫の制服の認識票であり（第十條・乙）、日中戦争の写真にみることができる。

### 現在
中国本土では共産党政権によって活動が抑制されており、現在では香港に本拠地を置いて、慈善事業に特化した一つの宗教組織として活動している。また学校を香港に2校、シンガポールに1校設立し教育活動も行っている。また日本を含め、東南アジア各所などに支部が置かれている。日本の支部組織としては公益社団法人日本紅卍字会がある。

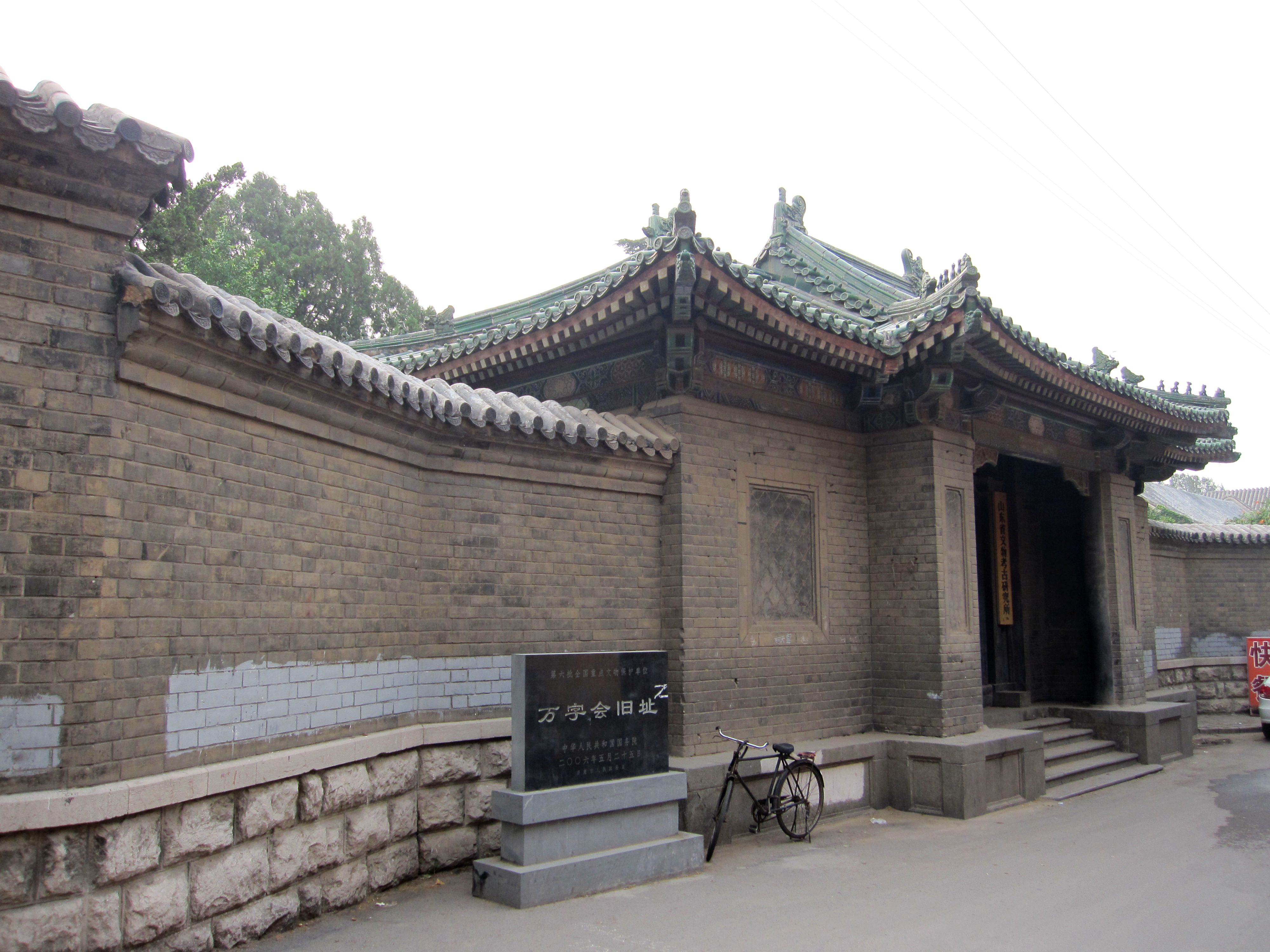
中華人民共和国山東省済南市にある旧舎 (2010年撮影)
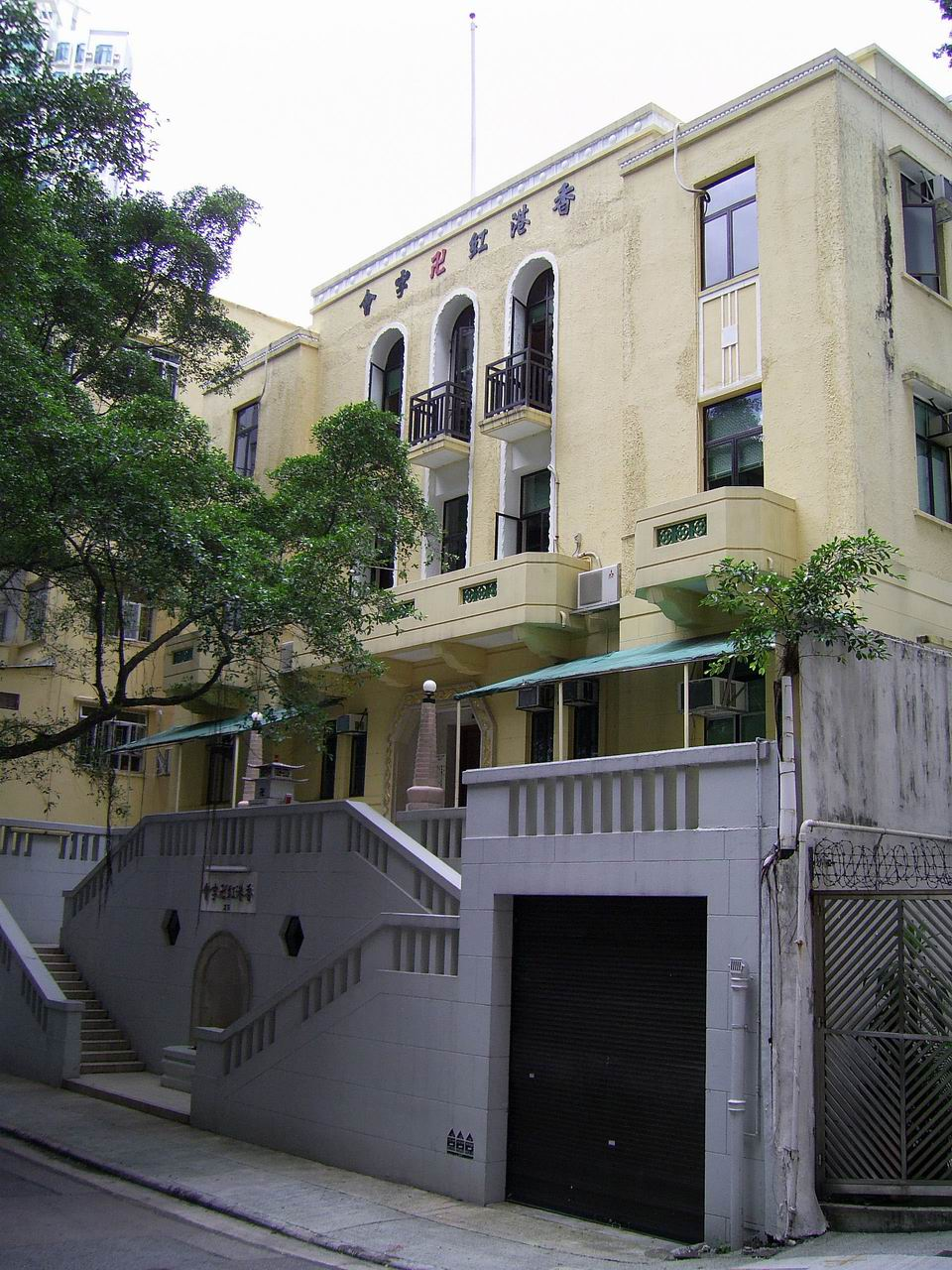
香港銅鑼湾にある本部 (2008年撮影)
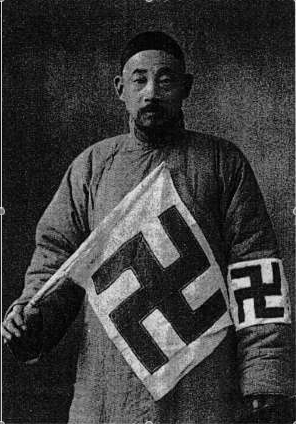
会員の肖像 (1920〜1940年ごろ撮影)

### その他
日本では、道院紅卍字会の主宰神「至聖先天老祖」は、道院と大本の提携により、出口王仁三郎が「至聖先天老祖を大国常立之大神、天之御中主之大神である」と審神した結果、大本皇大神＝至聖先天老祖となった。他に、北極の神、北極神界の主宰神、伊勢外宮の神などと称されている。

## 世界紅卍字會救済隊規定
世界紅卍字會救済隊規定 (抜粋)
```
第一條 本會は施行細則第二十六條の規定に依り救済隊を組織し災民を賑済し傷亡者の救護を目的とす。

第二條 本會の救済隊員は出發に際し戦時公法に依り従軍救護するものとす。

第三條 本會より災民、傷兵、及醫薬材料糧食等の需用品を汽船汽車等に輸送する場合は軍隊の長官に請求し陸海軍人同等の特遇を受くるものとす。

第四條 本會救済隊員の職務執行に使用すべき家屋、船、車、糧食、馬匹等は軍の長官に請求し随時補助を受くるものとす。

第五條 本會救済隊員は出發後、後方に於て臨時醫院及婦女収容所を設け傷兵及難民等を診察治療す。

第六條 各隊員は均しく人類の救済を目的とするを以て誠心を盡し何れの軍民を分たず均しく救済し共區別をなさざるものとす。

（一部省略）

第九條 本隊の従事救済事業は各慈善團體と聯絡協力し須く互助の精神を發揮すべし。

第十條 各隊員は職務執行に際し各該會發給の護照及各人四寸角の所属隊の旗標肩章を附し総て用品には紅卍字の印を附して認識に便ならしめ其隊長其随員の規定左の如し。

甲、督隊長、主任、隊員の制服は猟装式とし夏は白色冬は青襟両端に某地名を左右に世界紅卍字會救済の徽章を附す。袴は四季均しく黄色を用ゆ、帽子は黄色、夏は白色布の覆を用ゆ、帽子徽章は楕圓形の白磁中に金色の紅卍字印を刻み込む、隊員の等級は帽子の金線を以て區分し、左の胸に會長の實印を押捺したる認識章を佩用せしめ査察に資す。

乙、人夫の制服、藍色袴を用ゆ上衣の前後には楕円形の白布を以て大紅卍字の印を入れ帽子も亦藍色にして前面に大卍紅字の文字を入れ且認識章を附す。

（一部省略）

第十二條 本會は隊長一人各部に主任二人副主任若干名醫師若干名人夫若干名隊に分ち出發従軍救護に従事し各隊の聯合組織の形を設け救済隊司令をして統率せしむ。

（一部省略）

第十五條 各員は傷亡兵民を發見するときは一面救済すると共に本人の所属部隊氏名服装符號等を、一々調査し人民にありては受傷者の氏名年齢本籍住所等を調査し以上の事實調査不能の場合は死人の人相着衣等を詳細に記し且携帯品等を一々明記し司令部及本會に報告すべし。

（以下省略）
```

## 主な会員
- 出口王仁三郎
- 出口すみ
- 内田良平
- 張海鳳
- 陳漢森
- 今小路了円
- 浅野和三郎
- 林出賢次郎
- 岡田茂吉
- 植芝盛平
- 谷口雅春
- 出口日出麿
- 出口直日
- 安岡正篤
- 笹川良一
- 笹目秀和
- 中西旭
- 五井昌久
- 伊與田覺
- 小田野早秧
- 呉清源
- 西園寺昌美
- 深見東州